# Афанасий Никитин (теплоход)
Афанасий Никитин — круизный трёхпалубный теплоход проекта 26-37 (тип "Октябрьская революция"), приписан к Нижнему Новгороду и эксплуатируется компанией ГАМА по маршруту Москва-Астрахань. Построен в городе Комарно, Чехословакия, в 1959 году. Назван в честь русского путешественника, автора знаменитых путевых записей, известных под названием «Хожение за три моря», Афанасия Никитина.

## История судна
Теплоход под строительным номером 439 было построен в городе Комарно, Чехословакия, на судостроительном предприятии Národný Podnik Škoda Komárno (Slovenské Lodenice n.p. Komárno) в 1959 году. Является третьим в серии из 14 судов проекта 26-37 (тип "Октябрьская революция"). Со стапелей судно сошло под названием "Мир" и поступило в Волжское пароходство на транспортную линию Москва-Астрахань-Москва. В 1975 году оно было переименовано. С 2006 года "Афанасий Никитин" является собственностью компании «Гама» и продолжает работу по этому же маршруту.

## На борту
К услугам туристов Одно-, двух-, трех- и четырёхместные каюты. Каюты, кроме кают на главной и нижней палубах, оборудованы санузлами (душ, туалет в каюте), холодильником и кондиционером.
- Конференц-зал, панорамный салон
- Два ресторана
- Два бара
- Солярий на солнечной палубе
- ТВ в общественных помещениях
- Вечерние развлекательные программы, дискотека
- Открытые бортовые веранды
- Экскурсионная программа в стоимость круиза не входит, есть возможность оплатить отдельно при покупке путевки.[3]